# Don Giovanni
Don Giovanni, pełny tytuł: Il dissoluto punito ossia il Don Giovanni (Rozpustnik ukarany, czyli Don Giovanni) – opera w dwóch aktach, skomponowana przez Wolfganga A. Mozarta z librettem Lorenzo Da Ponte na podstawie sztuki Moliera Don Juan. Premiera odbyła się 29 października 1787 w Pradze, natomiast premiera zmienionej nieco przez Mozarta wersji miała miejsce w Wiedniu 7 maja 1788. Opera należy do gatunku dramma giocoso, czyli dramatu zawierającego elementy komiczne i nadnaturalne. Sam Mozart określił ją w manuskrypcie słowami opera buffa.

## Historia utworu
Don Giovanni powstał bezpośrednio po sukcesie, jakim była premiera Wesela Figara. Temat słynnego uwodziciela zainteresował Mozarta, mimo prób innych kompozytorów (operę pod tym samym tytułem napisał Giuseppe Gazzaniga). Utwór został napisany na zamówienie opery praskiej przez najlepszego librecistę, z jakim przyszło współpracować Mozartowi, Lorenzo Da Ponte. Opera powstała w rekordowym czasie ośmiu miesięcy (od lutego do października 1787). W wyniku pośpiechu zrezygnowano nawet z uwertury, ale Mozart zyskał kilka dni na jej skomponowanie w wyniku przesunięcia premiery, którego powodem była niedyspozycja śpiewaczki.
Praska publiczność przyjęła operę z ogromnym entuzjazmem. Wiedeńska premiera Don Giovanniego odbyła się 7 maja 1788, jednak nie powtórzyła praskiego sukcesu. Wiedeń, będący wówczas jednym z czołowych centrów muzycznych Europy, znany był z wymagającej i kapryśnej widowni. Na potrzeby wiedeńskiej premiery Mozart włączył do opery dwie arie: Dalla sua pace Don Ottavio i In quali eccessi … Mi tradìquell’alma ingrata Elviry. Dopiero z czasem uznano utwór za genialny. Obecnie jest elementem „żelaznego” repertuaru każdego teatru muzycznego.
Doskonałość muzyczna Don Giovanniego fascynowała wielu kompozytorów, pisarzy i myślicieli, jak: Fryderyk Chopin, Ferenc Liszt, Ludwig van Beethoven. W swoim dziele „Albo-albo” („Enten – Eller”) Søren Kierkegaard w eseju Bezpośrednie stadia erotyczne albo muzyczny erotyk uznaje Don Giovanniego za szczyt ludzkiej sztuki, a Mozarta – za jednego z tych, którzy, podobnie jak Homer, stanęli w szeregu nieśmiertelnych pośród śmiertelników. W 1979 amerykański reżyser Joseph Losey nakręcił film pod tym samym tytułem.

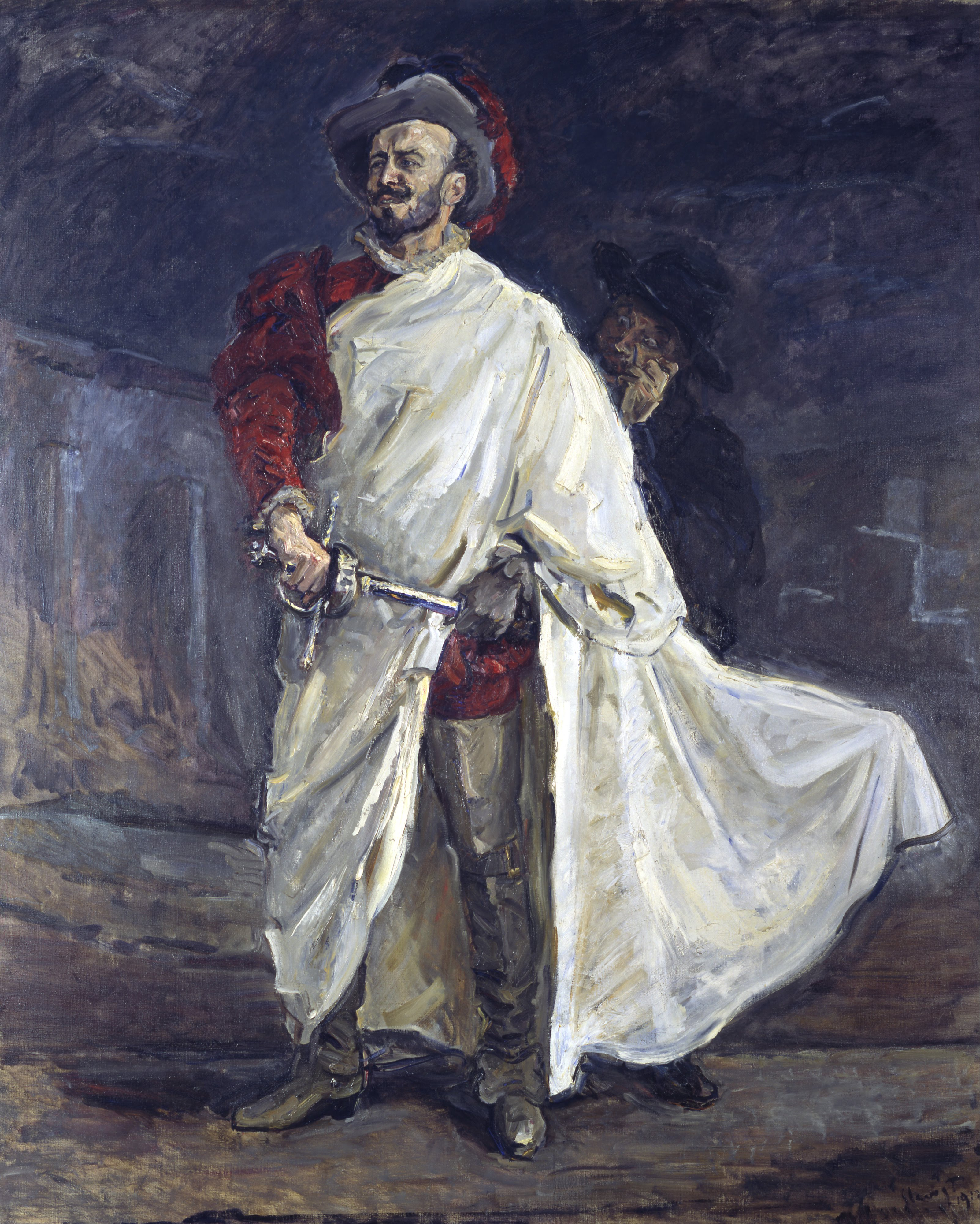
Don Giovanni (obraz Maxa Slevogta, w roli tytułowej Francisco d’Andrade)

Do tytułu utworu nawiązuje też film Carlosa Saury Ja, Don Giovanni traktujący o losach librecisty Da Pontego.

## Osoby i obsada premier
| Rola                                   | Głos                   | Praga, 29 października, 1787 | Wiedeń, 7 maja, 1788   |
| -------------------------------------- | ---------------------- | ---------------------------- | ---------------------- |
| Don Giovanni                           | baryton                | Luigi Bassi                  | Francesco Albertarelli |
| Komandor                               | bas                    | Giuseppe Lolli               | Francesco Bussani      |
| Donna Anna                             | sopran                 | Teresa Saporiti              | Aloysia Weber-Lange    |
| Don Ottavio                            | tenor                  | Antonio Baglioni             | Francesco Morella      |
| Donna Elvira                           | sopran                 | Catarina Micelli             | Catarina Cavalieri     |
| Leporello                              | bas-baryton            | Felice Ponziani              | Francesco Benucci      |
| Masetto                                | baryton lub bas        | Giuseppe Lolli               | Francesco Bussani      |
| Zerlina                                | sopran lub mezzosopran | Caterina Bondini             | Luisa Laschi-Mombelli  |
| Wieśniacy, wieśniaczki, muzycy, służba |                        |                              |                        |

Obydwoma przedstawieniami dyrygował kompozytor.

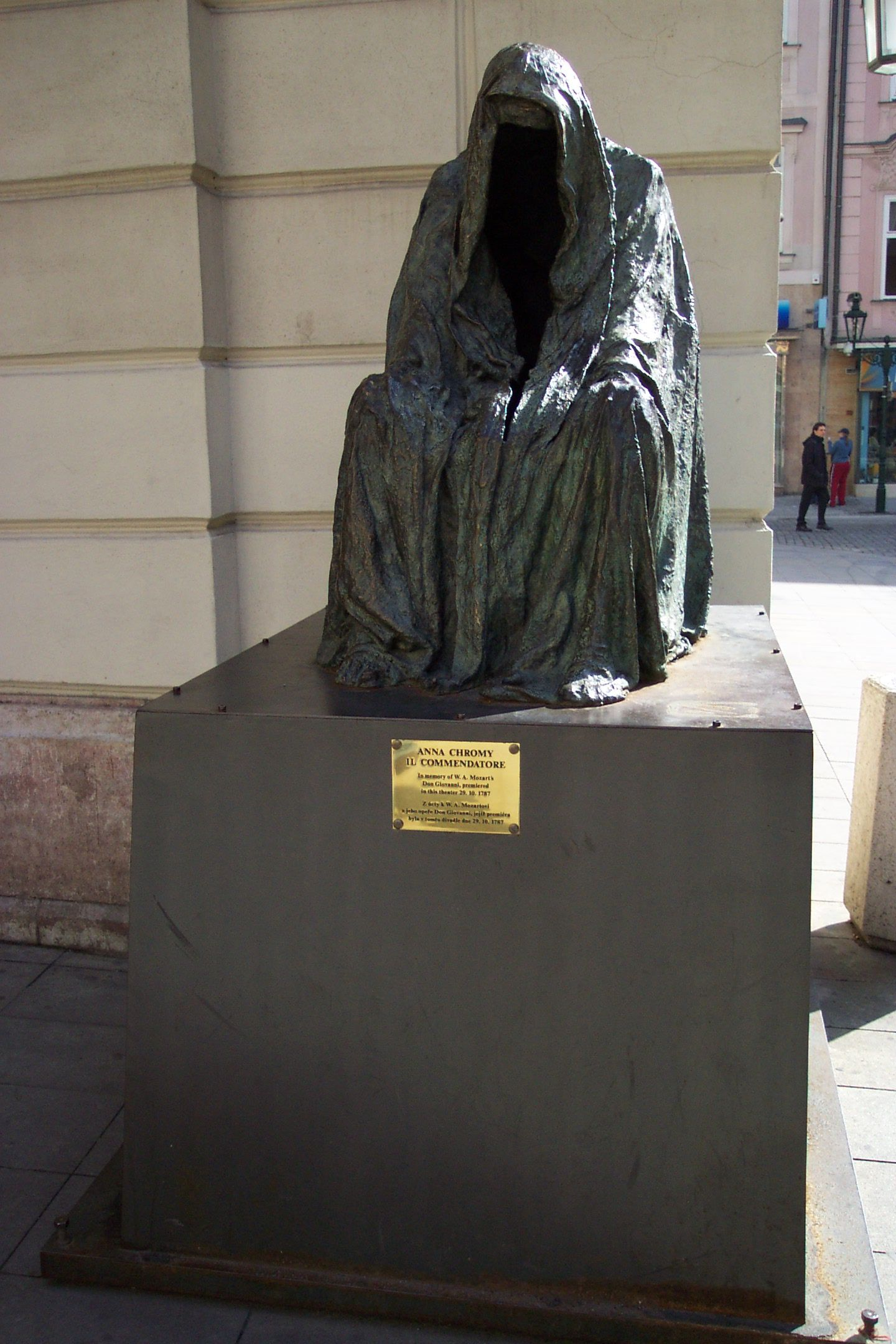
Anna Chromy, Il Commendatore, Praga, rzeźba przedstawiająca Komandora

## Treść
Opera opowiada o podbojach miłosnych Don Giovanniego i karze, jaka spotkała rozpustnego uwodziciela.

### Uwertura
Mimo iż Mozart miał niewiele czasu na skomponowanie uwertury, stworzył dzieło, które z powodzeniem jest wykonywane jako samodzielny utwór. Wolna część nawiązuje do spotkania Don Giovanniego i posągu Komandora na wieczerzy w finale opery, zaś szybka – oddaje komiczny charakter całego utworu.

### Akt I
Leporello oczekuje na swojego pana pod pałacem Komandora w Sewilli. Don Giovanni zakradł się tam pod osłoną nocy, by uwieść córkę właściciela – Donnę Annę. Ta początkowo bierze go za swojego narzeczonego, ale rozumiejąc swój błąd, krzyczy wzywając pomocy. Zjawia się jej ojciec i dochodzi najpierw do utarczki, a potem do pojedynku. Komandor ginie, a Don Giovanni i Leporello uchodzą nierozpoznani. Ta przypadkowa śmierć nie robi na uwodzicielu większego wrażenia, dalej zależy mu na zabawie i podbojach miłosnych, toteż rankiem następnego dnia chce pocieszyć porzuconą przez ukochanego kobietę. Okazuje się nią Donna Elvira, a niewiernym kochankiem jest on sam. Leporello mimowolnie pomaga mu wyswobodzić się od nieszczęsnej kobiety i za chwilę spotykają orszak weselny – to Masetto i Zerlina. I tu zmyślny szlachcic widzi okazję do podboju. Obiecuje Zerlinie małżeństwo. Mimo iż naiwna dziewczyna wierzy mu bezkrytycznie, plany uwodziciela niweczy ścigająca go Elvira, pojawiają się także Donna Anna i Don Ottavio. Początkowo proszą go o pomoc, Anna jednak rozpoznaje w nim zabójcę swojego ojca. I tym razem Giovanniemu udaje się uciec, co więcej, wydaje ucztę, na której pojawiają się Masetto i Zerlina oraz zamaskowani pozostali bohaterowie. Podczas uczty Don Giovanni próbuje uprowadzić Zerlinę do swoich komnat, a gdy ta podnosi alarm, obciąża winą Leporella.

### Akt II
Sługa, który ledwie uszedł z życiem po uczcie, po raz kolejny chce porzucić występnego pana i po raz kolejny ulega jego presji. Obaj zamieniają się też strojami, aby Don Giovanni mógł łatwiej uwieść subretkę Donny Elviry, a Leporello w tym czasie przed Elvirą ma udawać swojego pana. Ratuje to życie Don Giovanniego, bo gdy pojawiają się uzbrojeni wieśniacy dowodzeni przez Masetta, nie rozpoznają go. Leporello zaś musi się znów tłumaczyć, gdy zostaje schwytany przez Donnę Annę, Don Ottavia, Masetta i Zerlinę. Wreszcie i jemu udaje się umknąć. Spotyka się później na cmentarzu ze swoim panem. Niestety, ich rozmowę zakłóca kamienny posąg Komandora. Giovanni zaprasza go drwiąco na kolację, jedynie Leporello jest przerażony.
Wieczorem ucztującego bohatera odwiedza Donna Elvira, która po raz ostatni chce wypróbować swoje i jego uczucia. Don Giovanni ma jej do zaproponowania co najwyżej wspólną biesiadę, a w przeciwnym razie żąda, by kobieta zostawiła go w spokoju. W chwili gdy Elvira wychodzi, pojawia się kamienny posąg. Kobieta mdleje. Komandor żąda od Giovanniego poprawy, takie żądanie wobec hulaki jest jednak niemożliwe do realizacji. Don Giovanni podaje posągowi rękę i zapada się w czeluściach. Gdy reszta bohaterów przybywa do pałacu szlachcica, zastają tylko Leporella, który wyjaśnia, co zaszło.

## Wykonawcy i wykonania
Opera jest jedną z najczęściej granych i nagrywanych w ogóle, toteż wielu dyrygentów i wykonawców ma w repertuarze właśnie Don Giovanniego. Wśród dyrygentów należy wymienić takie nazwiska jak: Carlo Maria Giulini, Herbert von Karajan, Lorin Maazel, Riccardo Muti, Roger Norrington, Sigiswald Kuijken, Karl Böhm, Erich Leinsdorf, Colin Davis czy Michael Halász, wśród śpiewaków są to: Eberhard Waechter, Ruggero Raimondi, Renato Bruson, Samuel Ramey, Thomas Allen, William Shimmell, José van Dam, Claudio Desderi, Ferruccio Furlanetto, Ildebrando D’Arcangelo, Luigi Alva, Francisco Araiza, Gösta Winbergh, Natale de Carolis, Huub Claesens, Stefano de Peppo, Andreas Schmidt, Paata Burczuladze, Elisabeth Schwarzkopf, Joan Sutherland, Graziella Sciutti, Birgit Nilsson, Edita Gruberová, Kiri Te Kanawa, Agnes Baltsa, Leontyne Price, Edda Moser, Kathleen Battle, Fiorenza Cossotto, Mirella Freni, Cheryl Studer, Ann Murray, Susanne Mentzer, Rossana Potenza, Anna Laura Longo, Nancy Argenta i inni.

### Przykładowe nagrania
- Mozart „The da Ponte operas”. Riccardo Muti – EMI 2002, CD, Riccardo Muti
- Wolfgang Amadeus Mozart „Complete Works”, Brilliant Classics, 2005, CD Sigiswald Kuijken
- „Great Operas – Great Voices” – Membran Music Ltd/Pan Dream S.R.L., DVD, Michael Halász
- Kolekcja „La Scala”, Polskie Media Amer.Com, Oxford Educational Sp. z o.o.; ISBN 978-83-7425-384-0 nr 4 – W.A. Mozart, Don Giovanni, DVD, Riccardo Muti
- Mozart Don Giovanni, EMI – Virgin Classics, 2003, CD, Roger Norrington

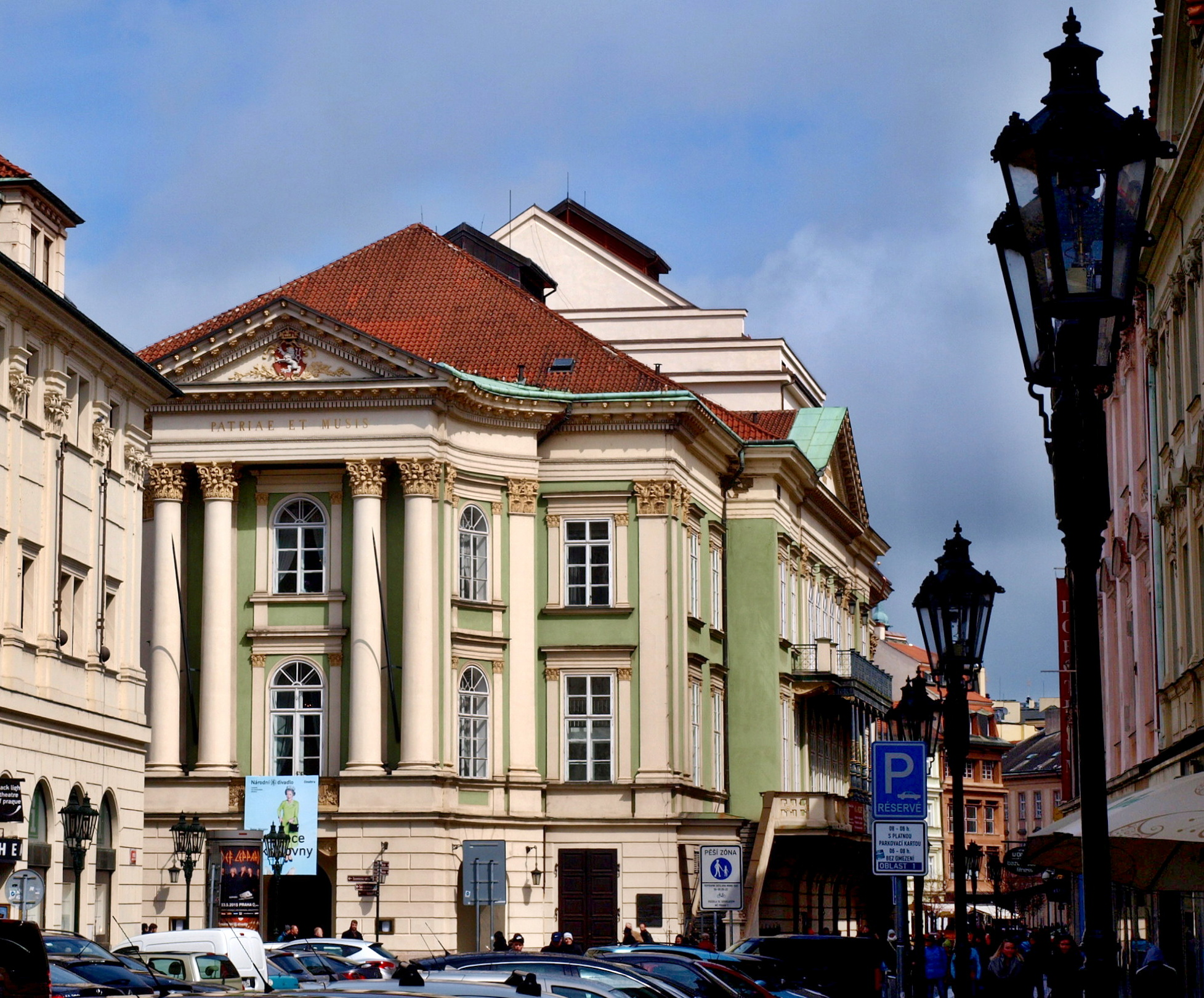
Stavovské divadlo – teatr w którym dzieło miało prapremierę światową

## Struktura muzyczna (dla wersji praskiej)
- Uwertura (Andante con moto – Allegro)

### Akt I
- N. 1 Introduzione Notte e giorno faticar (Leporello, Donna Anna, Don Giovanni, Komandor)
- N. 2 Recitativo accompagnato e Duetto Ma qual mai s’offre, oh Dei – Fuggi, crudele, fuggi (Donna Anna, Don Ottavio)
- N. 3 Aria Ah chi mi dice mai (Donna Elvira, Don Giovanni, Leporello)
- N. 4 Aria Madamina, il catalogo è questo (Leporello)
- N. 5 Coro Giovinette che fate all’amore (Zerlina, Masetto, wieśniacy)
- N. 6 Aria Ho capito, signor sì (Masetto)
- N. 7 Duettino Là ci darem la mano (Zerlina, Don Giovanni)
- N. 8 Aria Ah fuggi il traditor (Donna Elvira)
- N. 9 Quartetto Non ti fidar, oh misera (Donna Anna, Donna Elvira, Don Ottavio, Don Giovanni)
- N. 10 Recitativo accompagnato ed Aria
  - Recitativo accompagnato Don Ottavio, son morta! (Donna Anna, Don Ottavio)
  - Aria Or sai chi l’onore (Donna Anna)
- N. 11 Recitativo ed Aria Fin ch’han dal vino (Don Giovanni)
- N. 12 Aria Batti, batti, oh bel Masetto (Zerlina)
- N. 13 Finale Presto presto pria ch’ei venga (Donna Anna, Donna Elvira, Zerlina, Don Ottavio, Don Giovanni, Leporello, Masetto)

### Akt II

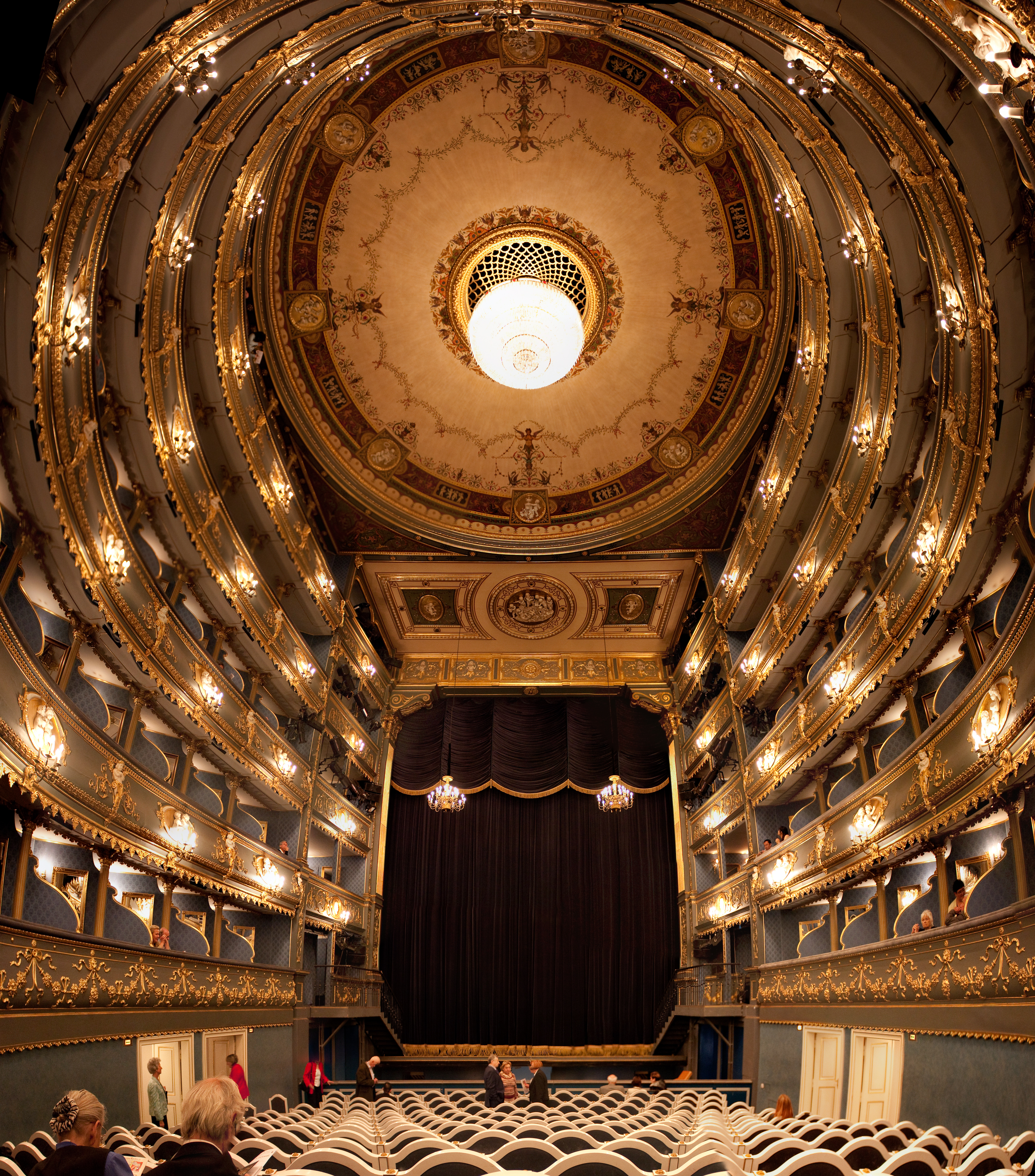
Stavovské divadlo – wnętrze teatru

- N. 14 Duetto Eh via buffone (Don Giovanni, Leporello)
- N. 15 Terzetto Ah taci, ingiusto core (Donna Elvira, Don Giovanni, Leporello)
- N. 16 Canzonetta Deh vieni alla finestra (Don Giovanni)
- N. 17 Aria Metà di voi qua vadano (Don Giovanni)
- N. 18 Aria Vedrai carino (Zerlina)
- N. 19 Sestetto Sola sola, in buio loco (Donna Anna, Zerlina, Donna Elvira, Don Ottavio, Leporello, Masetto)
- N. 20 Aria Ah pietà, signori miei (Leporello)
- N. 21 Aria Il mio tesoro intanto (Don Ottavio)
- N.? Recitativo In quali eccessi, o Numi e Aria Mi tradi quell’alma ingrata (Donna Elvira)
- N. 22 Duetto Oh statua gentilissima (Don Giovanni, Leporello, „posąg” Komandora)
- N. 23 Recitativo accompagnato e Rondo Crudele!.. Ah no, mio bene! – Non mi dir, bell’idol mio (Donna Anna)
- N. 24 Recitativo Ah, si segua il suo passo (Don Ottavio)
- N. 25 Terzetto Già la mensa è preparata (Don Giovanni, Leporello, Donna Elvira)
- N. 26 Terzetto Don Giovanni a cenar teco (Don Giovanni, Leporello, „posąg” Komandora)
- N. 27 Finale Ah, dov’ è il perfido (Don Ottavio, Donna Anna, Donna Elvira, Zerlina, Masetto, Leporello)

## Słynne fragmenty
- Notte e giorno faticar (W dzień i w nocy trudzę się) – aria Leporella z I aktu. W arii tej sługa narzeka na ciężki żywot u boku amoralnego pana. Jego słowa (Voglio far il gentiluomo / E non voglio piu servir – Ja szlachcicem pragnę zostać / By nie musieć służyć już) uważa się za manifest dyskryminowanych w XVIII wieku warstw społecznych.
- Madamina, il catalogo e questo (Pani! Oto katalog!) – katalogowa aria Leporella z I aktu. Sprytny sługa demaskuje w niej swego pana przed zaślepioną miłością Donną Elvirą. Pokazuje jej katalog, w którym spisane są wszystkie kochanki Don Giovanniego, po czym szczegółowo wymienia kraje, z których pochodzą, oraz cechy, które ceni jego pan, zależnie od koloru włosów kobiet, czy pór roku. Puentą arii jest zaś to, że dla Don Giovanniego nie jest ważne kim są jego kochanki, księżnymi, hrabinami, baronessami czy zwykłymi wieśniaczkami albo pokojówkami – ważne jest tylko to, żeby nosiły spódnicę.
- Là ci darem la mano (Podajmy sobie ręce!) – duet Don Giovanniego i Zerliny z I aktu. Jest to bodaj najsłynniejszy mozartowski szlagier operowy. Don Giovanni stara się rozwiać obawy co do swoich zamiarów względem Zerliny. Obiecuje jej ślub i świetlaną przyszłość żony szlachcica. Zerlina waha się, gdyż nie ufa Don Giovanniemu i jednocześnie chce pozostać wierna Masettowi. Nachalny Don Giovanni nie odpuszcza jednak i udaje mu się namówić dziewczynę na wspólny „spacer”, który zapewne skończyłby się w sypialni, gdyby nie nagłe nadejście Donny Elviry. Melodia tego duetu stała się tematem wariacji Beethovena oraz Wariacji B-dur op. 2 Chopina. Również sam Mozart wykorzystał La ci darem la mano oraz Vedrai carino w swoim Divertimencie nr 6 na dwa klarnety i fagot (KV 439B).
- Fin ch'han dal vino – aria Don Giovanniego z I aktu zwana szampańską. Mimo licznych starań od początku dnia Don Giovanniemu nie udało się ani na chwilę zdobyć żadnego kobiecego serca. Przysporzył on sobie nawet kłopotów – w czasie nocnej próby wdarcia się do sypialni Donny Anny ta wszczęła alarm, a spieszący córce na ratunek Komandor zginął w pojedynku z nieproszonym adoratorem, nie pocieszył także piękności utyskującej na okrutnika, który ją porzucił – pięknością bowiem okazała się Donna Elvira, natomiast okrutnikiem – on sam. Nawet naiwna wieśniaczka Zerlina wahająca się czy dochować wierności dopiero co poślubionemu Masettowi, czy ulec kuszącemu ją arystokracie, zostaje uwolniona od tego dylematu przez Donnę Elvirę, która ścigając Don Giovanniego ratuje niewinność dziewczyny. Toteż bohater chce jeszcze w ramach uzupełniania swojego wiecznie niedokończonego katalogu zorganizować bal, na którym łatwiej będzie o podboje. W arii udziela instrukcji Leporellowi dotyczących ilości wina, muzyki i młodych kobiet. Każdy biesiadnik powinien czuć się ugoszczony we wszystkich aspektach, co samemu Giovanniemu ma dać czas i spokój na nieograniczone flirtowanie w wiadomym celu.
- Vedrai, carino – aria Zerliny wykonywana w II akcie opery. Idąc za Masettem, chcącym wraz z grupą podsewilskich wieśniaków rozprawić się zbrojnie z tytułowym bohaterem, który zdążył narazić się Donnie Annie i jej narzeczonemu Don Ottaviovi (zakradając się do sypialni córki Komandora i w rezultacie mordując ojca), Donnie Elvirze oraz jemu i Zerlinie, dziewczyna odnajduje go zbolałego, obitego przez łotra w stroju Leporella (w rzeczywistości przez samego Don Giovanniego). Masetto żali się młodej żonie, ta jednak, oceniając jego obrażenia, twierdzi, że ma lek na cierpienie swego małżonka. Śpiewa o tym, że jeśli tylko będzie umiał jej zaufać i być dla niej dobrym mężem, balsamem, który uleczy Masetta, jest żywa miłość bijąca w jej sercu. Razem z Là ci darem la mano melodia Vedrai, carino została wykorzystana przez Mozarta jeszcze w divertimencie.
- Già la mensa è preparata – tercet z końca II aktu, początek finału opery. Don Giovanni rozpoczyna ucztę, na którą jest zaproszona nawet cmentarna statua jego ofiary, Komandora. Leporello serwuje najlepsze dania, a orkiestra gra fragmnty Una cosa rara Martína y Solera, Fra i due litiganti il terzo gode Sartiego oraz Wesela Figara (KV 492) Mozarta. Wcześniej niż Komandor przybywa jednak Donna Elvira, która niemal histerycznie błaga swojego byłego kochanka, by do niej wrócił i zszedł z obranej drogi zła. Ten drwi jednak z niej przekornie prosząc żeby też usiadła do stołu lub wyszła i na kolejne jej słowa wznosząc toast za kobiety i wino – podporę i chwałę ludzkości. Gdy Elvira wybiega z komnaty, słychać jej krzyk. To zaproszony Komandor przychodzi na wieczerzę.
- Don Giovanni, a cenar teco – tercet z końca II aktu, rozmowa między statuą Komandora i Don Giovannim z towarzyszeniem Leporella i piekielnego chóru. Don Giovanni właśnie biesiaduje, gdy przybywa do niego kamienny posąg Komandora zaproszony przez bohatera na wieczerzę. Również przybysz z zaświatów chce zaprosić szlachcica na ucztę na dnie piekieł, gdyż zmarli nie spożywają już strawy śmiertelnych. Przerażony Leporello, który ledwie może wydusić z siebie jakiekolwiek słowo, błaga swojego pana, aby się na nic nie godził, wynajdując niezbyt sensowną wymówkę, ten jednak nie chce stchórzyć. Podaje on zatem rękę posągowi i natychmiast doznaje chłodu. Może jeszcze wyrazić żal za swoje występki, czego jednak nie chce uczynić i piekielne duchy wciągają go w czeluście. Fragment był ostatnim w czasie premiery w Wiedniu. Końcowy sekstet w przeróbce dla tego miasta Mozart usunął[7].